# 郭文贵
郭文贵（1970年5月10日—），又名郭浩云，出生於中國山东莘县，曾为中国富商，于2017年被中国政府通缉而逃亡美国。2023年3月15日，因涉嫌诈骗超过10亿美元被美国司法部逮捕起诉。现被羁押于纽约布鲁克林大都会拘留所。2024年5月24日，曼哈顿联邦法院开庭审理此案，十二項罪名中有九項被判成立。

## 早年經歷

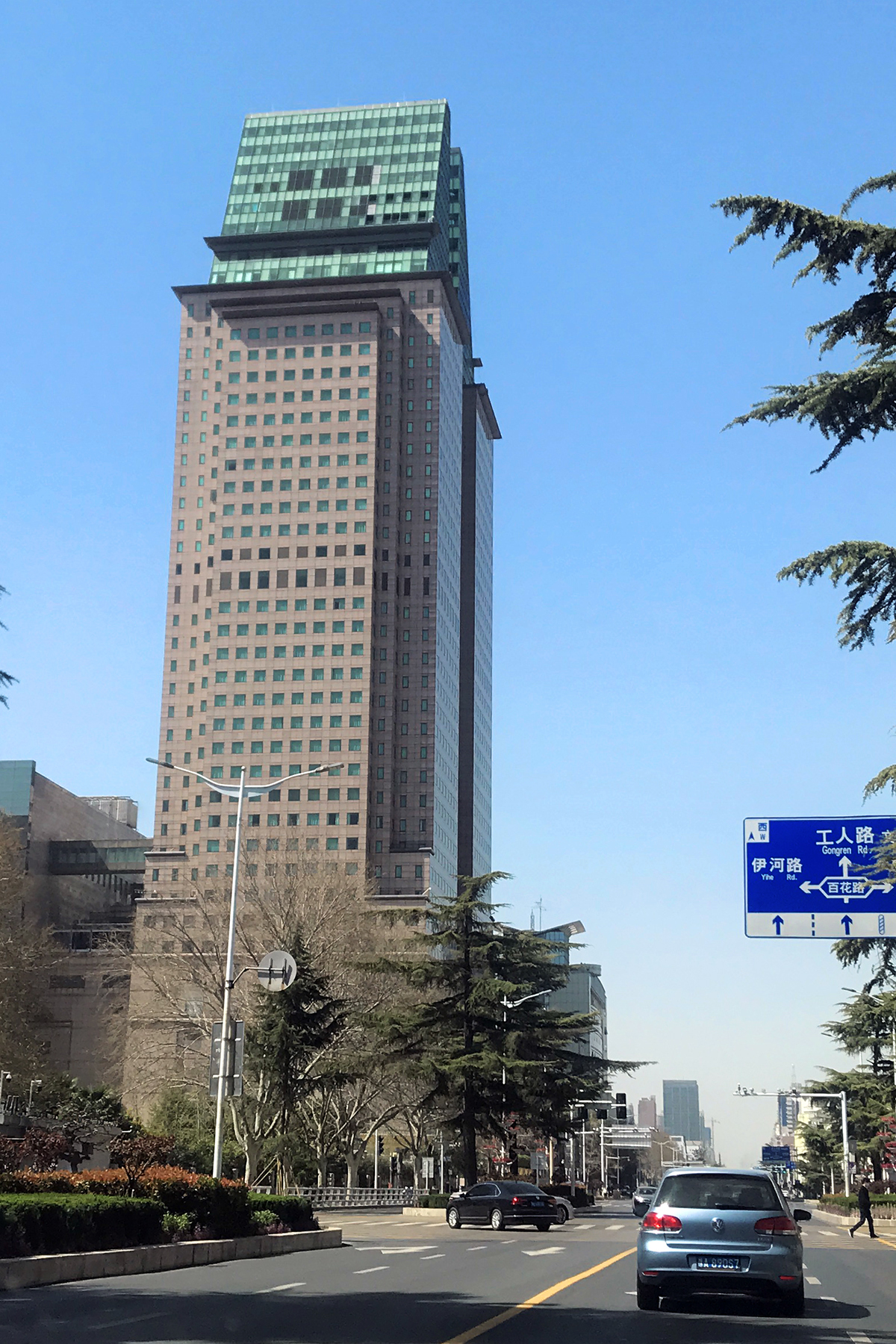
郑州裕达国贸大厦

郭文贵是山东省莘县古城镇西曹营村人，郭姓为西曹营村三大姓之一，郭文贵在家中排行第七。约1980年代初，郭文贵进入古城中学读初中。郭文貴初中毕业后未進入高中，而是带着女朋友古城镇人岳庆芝，赴河南省郑州市工作，成为黑龙江林药联营公司驻郑州业务处职员。
郭文贵在1989年5月28日捲入詐欺案，被公安部門調查，同年8月19日被拘捕，其后因病取保候审。此案在1991年10月开审，他另被加控阻碍执行公务罪。郭文贵最终被判有期徒刑3年，缓刑4年。郭文貴出狱后前往海外，其中包含美國。他在此期間結識了香港女商人夏平。夏平提供了他後來創辦企業的主要資本。1990年代上半，郭文貴開始進入房地产開發行業，1997年其控制的河南裕达投资有限公司于郑州市建成「裕达国贸大厦」，之後此樓長期保持郑州市内最高楼之记录达15年。2002年，郭文贵前往北京開發房地产。

## 在中國大陸的商業經歷與糾紛

#### 郑州创业
工商资料中的履历表显示，郭文贵1990年任黑龙江林药公司驻郑州业务处工作人员。1992年成为河南大老板家具厂董事长，该厂是中华人民共和国核工业部郑州幹休所下属的集体企业。工商登记资料显示，河南大老板家具厂成立于1993年4月17日，是集体所有制企业，注册资本530万元人民币，法人代表为郭文贵。一份履历表显示，1990年6月起，岳庆芝在黑龙江林药公司驻郑州业务处工作，此后随郭文贵创办河南大老板家具厂，1993年10月参与创办郑州裕达置业有限公司（后来变更为河南裕达置业有限公司，以下称“裕达置业”）。
1993年9月，郭文贵的河南大老板家具厂与香港爱莲有限公司（以下称“香港爱莲”）合资成立裕达置业，初始注册资本1,500万元人民币，公司的董事长为香港爱莲代表夏平，副董事长兼总经理为郭文贵，双方各出资一半。裕达置业“首期开发郑州市东明路以北姚寨村以西的18,000平方米的土地”，项目主要是中低档商住楼。但1996年9月，河南大老板公司退出，中國大陸股东变更为郑州伟仁贸易有限公司（以下称“郑州伟仁”），注册资本升到2.46亿元人民币，香港爱莲与郑州伟仁各出资一半。公司主要开发项目变成为裕达国贸大厦。郑州伟仁于1997年3月24日成立，为“自然人投资或控股”的有限责任公司，注册资本860万元人民币，两位股东是郭文贵、张慧，其中郭文贵是法定代表人。裕达国贸大厦原来是郑州市政府小区拆迁改造工程，后来建成“中原第一高楼”。1999年前后，郭文贵一度逃往美国，这是他第一次逃往海外。1998年6月，裕达置业获得裕达国贸中心A座《房屋所有权证》。1999年6月，裕达国贸大厦整体投入使用。
1998年10月，郭文贵在中國大陸的公司与香港爱莲同时将所持的裕达置业股份转让给香港商人郭浩云（即郭文贵），裕达置业变更为香港独资企业。1999年11月，香港兆泽投资有限公司（以下称“兆泽投资”）收购裕达置业100%股份，郭浩云长期任该公司总经理。

#### 北京投资

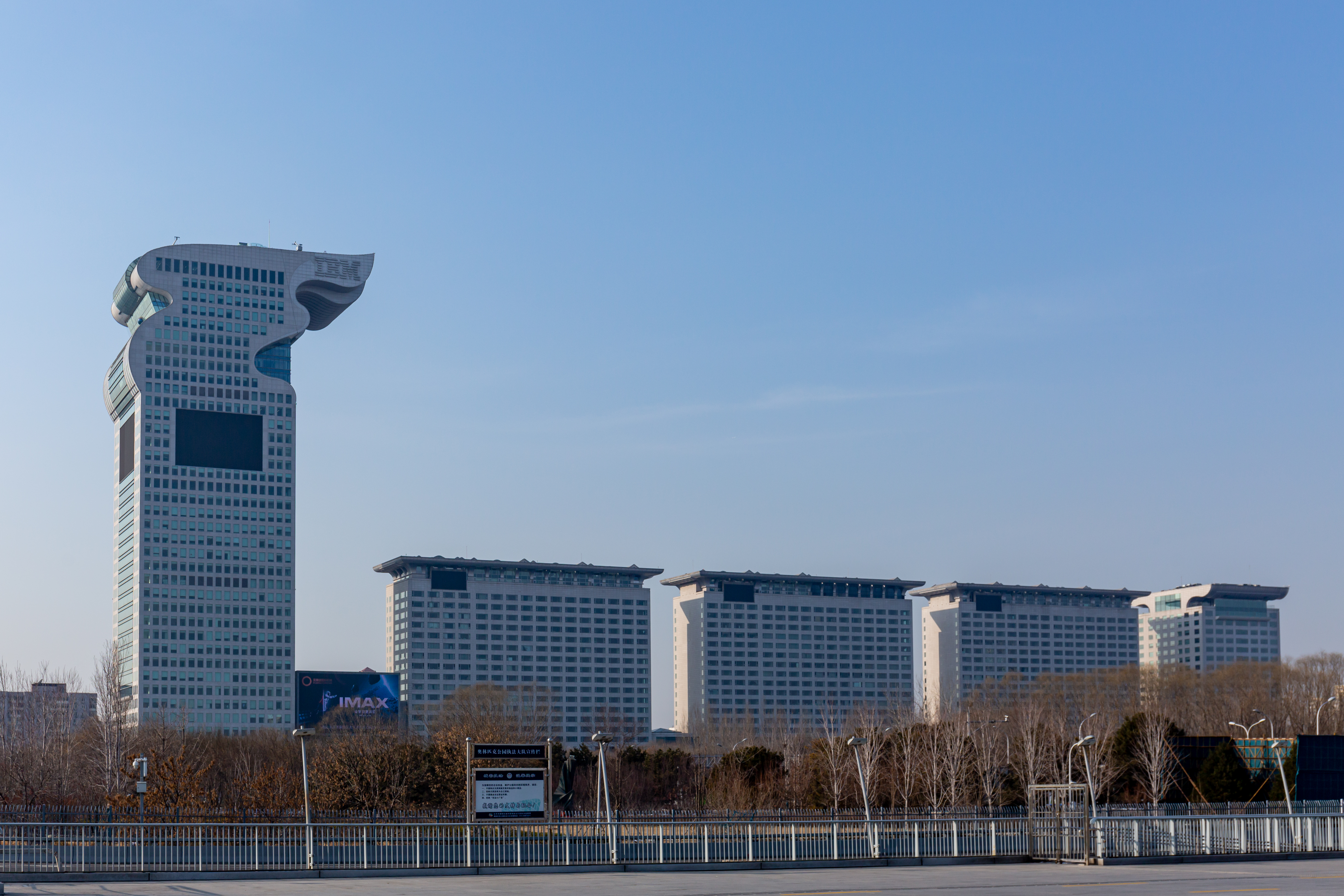
盘古大观，其最高塔楼的“龙首”造型于2021年被拆除

1998年6月，郭文贵和演员朱时茂合资成立北京文茂投资顾问有限公司，注册资本500万元，其中郭出资300万元，朱出资200万元。兆泽投资董事王锴（原中共河南省委常委、中共郑州市委书记王有杰之子，王有杰2007年因受贿被判死缓）任副总经理。1998年11月，该公司增加房地产开发经营业务，被纳入北京市城市建设综合开发行业管理。2001年2月，朱时茂退出，郭文贵也将股份转让给他人。该公司后来更名为北京摩根投资有限公司（以下称“摩根投资”），最后更名为北京盘古氏投资有限公司（以下称“盘古投资”）。2002年1月8日，郭文贵在北京成立了另一家公司北京政泉置业有限公司（以下称“政泉置业”），最后更名为北京政泉控股有限公司（以下称“政泉控股”）。2002年9月，郭文贵控制的摩根投资、政泉置业分别获得北京市朝阳区大屯乡的两个地块，分别建设摩根中心、金泉广场。
2003年，因为受奥林匹克公园总体规划方案削减了摩根中心1万多平米建筑面积，以及与建筑承包商北京建工集团发生工程款纠纷，摩根中心工程停工。2004年，中国国土资源部下发关于《停止经营性土地使用权协议出让》的规定。2005年10月，北京市国土資源局宣布收回摩根中心等7宗土地的国有土地使用权。2006年1月5日，摩根投资向北京市朝阳区人民法院提起诉讼，请求撤销《关于解除国有土地使用权出让合同的通知》。2006年5月22日，摩根中心以“朝阳区大屯北顶村项目”之名重新进入土地市场招标，北京首创集团与广西阳光股份有限公司组成的联合体以17.61亿元中标，并将摩根中心更名为“辉煌中心”。这次重新招标是北京市主管城建并主抓奥运工程建设的副市长刘志华的一名情妇借北京首创集团旗号巧取豪夺。但据说经与中国国家安全部部长助理马建合作，郭文贵直接向中央举报刘志华“权色交易”。2006年6月9日，刘志华遭到中纪委“双规”（见刘志华受贿案）。6月16日，北京首创置业董事长刘晓光被中纪委人员以“协助调查”名义带走。不久，北京奥运工程副总指挥金焱被“双规”。2006年9月5日，北京市人民政府决定将摩根中心地块再次收回，首创置业和阳光股份组成的投标联盟放弃该地块，该地块由摩根投资重新获得，此后该项目更名为盘古大观。2005年前后，郭文贵第二次逃往海外，以躲避债务。
2005年，郭文贵在金泉广场项目上引入保利集团的子公司保利（北京）房地产开发公司（以下称“北京保利”）。摩根投资于2007年5月10日向北京市第二中级人民法院起诉北京保利，要求回购其持有的政泉置业80%股权。此案最终和解，2008年5月，北京保利退出金泉广场项目。
2011年，与郭文贵反目的朋友曲龙举报称，政泉置业在收购首都机场股份公司持有的民族证券股权的过程中，郭文贵借助国家安全部副部长马建的力量，致使巨额国有资产流失。2011年3月31日，曲龙在北京东四环的颂江南大酒楼窑洼湖店院内被抓，以“涉嫌非法持枪”带至承德市公安局。2011年4月1日，郭文贵办理了民族证券控股权的受让手续。2012年，河北省承德市围场满族蒙古族自治县人民法院一审、承德市中级人民法院二审，以职务侵占罪判处曲龙有期徒刑15年。

#### 天津华泰
2008年，天津环渤海集团有限公司（以下称“天津环渤海”）发生内部纷争。2008年6月，天津环渤海董事局主席郑介甫向天津市公安局报案，以涉嫌挪用资金罪将天津环渤海董事兼天津华泰控股集团股份有限公司（以下称“天津华泰”）董事长赵云安抓获。郭文贵受赵云安家属委托“捞人”，介入此案，获得了天津环渤海下属的天津华泰的所有权。在此过程中利益受损的河南焦作商人谢建升举报郭文贵。
2012年8月，谢建升以合同诈骗向焦作市公安局报案，并获公安部的批示。犯罪嫌疑人赵云安被抓捕归案，郑介甫被监视居住，郭文贵第三次逃往海外。后经中华人民共和国国家安全部副部长马建从中努力，赵云安被取保候审。2012年7月，焦作市公安局再度接到国家安全部来函，称赵云安为国家特勤人员，责令焦作市公安局撤销此案。此后谢建升多次上访，而且在2014年3月中央第八巡视组进驻河南省时向巡视组反映。河南省人民检察院向谢建升道歉，2014年6月此案重新启动。赵云安再度被抓获。2014年9月30日，谢建升案的专案组组长、焦作市公安局副局长王绍政因涉嫌严重违纪违法接受组织调查。谢建升因涉嫌行贿王绍政而遭通缉，逃往加拿大。

#### 方正争斗
2013年5月，郭文贵因为注资民族证券缺少资金，便通过北大方正集团旗下的方正东亚信托融资80亿元人民币。2013年10月，方正东亚信托向上海银行转让了这笔49亿元人民币、为期两年的债权。此后郭文贵与北大方正集团CEO李友决裂。为了争夺方正证券的控制权，2014年下半年，避居海外的郭文贵遥控政泉控股举报北大方正集团，北大方正集团也举报政泉控股。2014年12月19日凌晨，李友逃离北大博雅国际酒店，2015年1月4日被带走调查，其间李友曾致信有关部门举报郭文贵、马建。马建最迟在2015年1月7日被带走调查，2015年1月16日中纪委通报称国家安全部副部长马建被调查。此后，马建的弟弟马龙、前任秘书也被调查。2015年3月12日，出自方正系的原方正证券总裁何其聪当选方正证券董事长。

## 離開中國大陸後的活動

#### 公开反击及论战
2015年1月，中华人民共和国国家安全部前副部长马建遭到「雙規」。1月16日中午，中央紀委監察部網站確認馬建涉嫌嚴重違紀違法，目前正接受組織調查。同年3月，财新网撰寫了關於《权力猎手郭文贵》的特别报道，報導稱馬建是因與商人郭文貴勾結而犯事，以「权力猎手」來形容郭文貴，成为了郭文贵走向网络社交媒体宣传释放中国领导人及企业家不法行为及“权钱内幕”的导火索。
2015年3月29日，盘古大观实名认证微博发表声明：“近期以胡舒立领导的财新网等相关媒体大量出现抨击诽谤郭文贵先生及我司的谣言，对郭文贵先生本人及我司名誉造成严重损伤。胡舒立作为资深媒体人以权谋私恶意操纵虚假舆论，有悖于基本职业操守。郭文贵先生特此通过官方平台公开回应，并愿意首次面对媒体与胡舒立女士公开对话，还事实真相与大众。”3月30日，财新传媒法律部发表严正声明，指责郭文贵“故意捏造并散布虚构事实，贬损财新传媒职业公信力，侮辱财新传媒总编辑胡舒立女士的人格，败坏其名誉，手段及影响均极其恶劣。”声明还表示，财新传媒已向警方报案。
财新传媒2015年宣布将至香港起诉郭文贵及曾采访郭文贵的《香港商报》与香港《蘋果日報》等媒体，称郭文贵透过媒体传播「虚构事实」，败坏财新传媒总编辑胡舒立的人格，使财新传媒公信力受损。
郭文貴後声称，由於馬建得罪了王岐山，自己的人身安全也受到威脅，於是選擇離開中國大陸。

#### 相关重要事件
2017年4月19日，中華人民共和國外交部證實，已要求國際刑警組織對郭文貴向成員國發出「紅色通報」的消息。
2017年4月19日，郭文贵接受美国之音直播采访，继续指称中共高层内斗，并声称为了让其国内被抓的家人和公司员工恢复自由，他曾接受中国大陸公安部副部长傅政华的命令，去收集和调查海南航空的近年来资金进出情况。當天直播预计進行3小時，但播出到80分鐘時便突然中斷，引發中方施壓美國之音的猜測。但是美国之音台长阿曼达·贝内特在国会调查中拒绝承认是受中方指令，宣称是自主行为。4月21日，中國大陸外交部發言人陸慷在例行記者會上回應郭文貴所稱內容時，表示「中方不相信已發出紅色通緝令的犯罪嫌疑人郭文貴所言」，並在法新社記者追問採訪中斷問題時回應「VOA自己都沒問的問題你那麼感興趣啊？」
针对郭文贵公布的潘石屹是“白手套”，以及宣称潘石屹的妻子张欣与美国前驻华大使骆家辉有染，潘石屹在个人博客公开回应称纯属子虚乌有，反指郭文贵在国内权势通天，“谁都知道郭文贵是国家安全系统的人，可以随便的去窃听，可以随便的去抓人。谁都知道郭文贵背后的‘老领导’势力很大，在中国比天还大，谁敢得罪这样的人呢”。他还呼吁所有被郭文贵点名指责的人站出来公开维权。2017年6月2日，潘石屹在个人社交平台宣布，自己已向美国纽约州最高法院提交诉状，正式起诉郭文贵。
郭文貴在接受《美國之音》訪問中，指控時任中共中央政治局常委、中紀委書記王岐山，指他有家人是非上市公司海航集團的股東之一，而且王的家人在美國加州一早擁有價值五百多萬美元的豪宅；郭稱後者經多個華文媒體查證有其事。及後，郭更指中共總書記習近平已對王立案調查。王岐山至今沒作出辯解。郭文贵在陆陆续续的爆料多次提到他的大后台老领导但從未公布其身分。
2017年6月9日，中国大陸當局对郭文贵的盘古氏公司“骗贷骗汇案”进行一审公开开庭审理。这起倍受关注的案件于6月16日由大连市西岗区人民法院宣判，以骗取贷款罪判处被告单位北京盘古氏投资有限公司罚金人民币2.45亿元；以骗取贷款罪、骗购外汇罪数罪并罚判处被告人、公司副总经理吕涛执行有期徒刑2年3个月，并处罚金；以骗取贷款罪、骗购外汇罪数罪并罚判处被告人、公司财务总监解洪淋执行有期徒刑2年，缓刑3年，并处罚金；以骗取贷款罪判处被告人、公司财务总监杨英有期徒刑2年，缓刑3年，并处罚金。判决书称，上述三人"受郭文贵指使，以虚假的合同、伪造财务报表、伪造印章等欺骗手段骗取银行贷款，数额巨大"。但强调三人"在单位犯罪中，受郭文贵指使实施骗取贷款犯罪行为，应认定为直接责任人员，处于从属地位，係从犯"。
郭文贵本人多次表示无意发动改朝换代和革命，重申他追求的“郭七条”，“四反三不反，反对以黑治国，以警治国，以贪反贪，以黑反贪；不反国家，不反民族，不反习主席”。他还说不会与民运和法轮功为伍，不会成立组织，也不参与政治。然而，多位民运人士表示郭文贵只会把境外民运搞得乌烟瘴气，纷纷质疑爆料真实性，决心与郭文贵划清界线。
2017年5月24日，中华人民共和国国家安全部纪委书记刘彦平一行4人持过境签证登门造访郭文贵位于纽约第五大道荷兰雪梨酒店18楼的寓所。在超过一个小时的会谈中，刘彦平等中国官员敦促郭文贵回国，政府然后将会解冻郭文贵的资产，并放过郭文贵的亲戚们一马。由于刘彦平等人的签证并不容许他们从事官方事务，因此引起联邦调查局的关注。当天下午下班晚高峰时间5点左右，FBI人员在纽约宾州火车站当场向刘彦平等4人查问。起初，刘彦平等人宣称他们是文化事务的外交官员，之后他们承认是国安人员。FBI人员指示他们要离开美国，宣称他们有违签证性质，并要求他们不要再与郭文贵接触。
2017年6月13日，中国大陸多家企业状告郭文贵，并委托纽约最大华资律师事务所董克文律师事务所代理，后者透露中国大陸住建部副部长黄艳也将赶赴纽约起诉郭文贵。但是郭文贵声称一直没有收到董克文署名的律师信。7月20日，董克文向法院递交的诉状，郭文贵被控两项诽谤和一项故意伤害造成情感困扰的罪名。控告书附带郭文贵5月11日报平安视频的中文实录和英文翻译，诽谤内容包括黄艳和北京市前副市长刘志华的不正当关系、跟大地产商关系密切，随便送房；黄艳控制的财富不低于几千亿等。董克文表示黄艳否认郭文贵的全部指控，要求郭文贵停止诽谤、删除5月11日视频、向黄艳公开道歉，并要求法院下令郭文贵作出1,000万美元的惩罚性赔偿。但他又表示，黄艳只要求郭文贵象征性地赔偿1美元：“因为我认为这种案子是中国人自己的事情，不应该到美国来。郭文贵说了假话，如果他道歉一下也就算了。”郭文贵的律师扎什·席勒认为，这些诉讼是为了对郭文贵施压，让他停止针对中华人民共和国大声疾呼。
2017年6月15日，海航集团在其官方网站发布声明，称郭文贵发布的不实言论已损害了海航集团及员工的声誉和合法权益，并将采取法律措施追究责任。
2017年6月16日，郭文贵接受明镜新闻网第三次的网络直播专访，时长四个多小时。郭文贵回答了采访记者陈小平的多个问题，内容涉及对盘古氏公司“骗贷骗汇案”审判结果的评论、对九家中国大陸企业赴纽约联合起诉事件的评论、网络直播爆料的动机和中长期目标、对历任国家领导人家族的了解、与国内“新”“老”领导的交流和博弈、全球新闻发布会的计划和安排、爆料的訊息来源和收集方式等。访谈中最为引人注目的爆料内容是披露王岐山多个亲属的美国公民身份和房产资产、海航集团的金融网络与关联公司、海航主要负责人身份和疑似贪污贷款所涉及的银行账号和交易记录。郭文贵在访谈中称，相关人士所涉及的资产总值高达20万亿元。
2017年6月30日，郭文贵在报平安视频中揭露范冰冰、许晴在内的众多女明星和王岐山有染，王岐山还录制了有18张光碟之多的性爱影片，郭文贵也看了一部分。7月3日，郭文贵在推特上发布模糊图片，疑似女子脖颈和锁骨处。7月6日，范冰冰利用私人微博帐号回应郭文贵的指称：“我就站在阳光下等着你，等你从黑暗里走出来与我对峙！我从不缺少面对黑暗的勇气！以前是，现在是，将来亦然！”然而，这条微博只能点赞转发，不能评论。到了7月13日，范冰冰宣布正式委托美国律师在美起诉郭文贵，要求郭文贵和相关平台立即停止发布不实訊息，停止恶意转载、扩散传播，并向范冰冰承担一切法律责任。许晴也在7月7日发表声明作澄清，宣布委托律师起诉郭文贵，追究法律责任。
2017年7月9日，新华社刊发题为《郭文贵海航“爆料”真相调查》的文章，写道“郭文贵所谓的“爆料”，实际上是其通过收买民航系统员工，非法收集获取航空公司内部客户资料訊息后，进行“深度加工”、歪曲解读，以达到颠倒黑白、混淆视听的目的。”之后新华社于2017年7月14日再次发表题为《郭文贵"爆料信源"调查：所谓"爆料"来自高层系谎言》的文章，认为“郭文贵展示的所谓公司股权结构图，不过是无业人员陈向军等人为骗取郭文贵钱财，通过“天眼查”（该系统是服务于个人的企业工商数据查询系统）查询到的公开資訊，经篡改而成。”
2017年7月17日，郭文贵第四次接受明镜新闻网采访，再次报料王岐山家族以及曾经下属腐败的证据链。节目中，除了披露了海航集团董事局主席陈峰及其儿子陈超、陈晓峰与亲信姚庆、王健等人的关系网，他还公开他们的姓名、出生年月、身份证号码及护照号码等个人資訊、在海内外各大银行账户余额和直接或间接控股公司資訊。他还进一步公布了王岐山家族在美多处房产的地址和房主。据他所说，上述资料一部分由自己的团队收集，一部分基于所建立“分享資訊"、"資訊置换”的关系源于美国政府。
2017年7月24日，海航集团主动向员工发表公开信，披露公司股权结果详情。信中提到，目前海航集团由海南省慈航公益基金会、Hainan Cihang Charity Foundation Inc.、12名自然人以及海南航空控股股份有限公司间接拥有，其中海航集团持股50%以上，自然人持股47.5%，海南航空持股2.5%。其中，12位自然人中的陈峰、王健持股最多，分别为14.98%。按照约定，股东离世或离职前将向基金会捐出所有股份，最终海航集团将由慈善集团持有。然而，郭文贵爆料的王岐山“私生子”贯君并没有出现在名单中，境外慈航基金会则持股达到了29.50%，超过境内慈航基金会持股比例22.75%。海航方面回应称，贯君之前是私人投资者，在海航没有职位，目前其所持股权已捐赠给慈航基金会。但是贯君的离奇失踪仍引起海外媒体的揣测。据报道目前3家和海航集团有资金往来银行决定暂停向海航发放贷款。
2017年7月26日，新华社发布长篇报道，举证目前在上海吉艾科技公司担任经理的姚庆，没有海外资产，击碎郭文贵的“谣言”。同时，报道指出郭文贵展示的多张股权关系图出自广东省湛江雷州市网民陈向军。据称，陈向军在同年3月份依照郭文贵公开的微信号与其取得联系，多次向郭文贵表示可以弄到他想要的资料。在采访中，陈指认关系图就出自自己的手，事后郭文贵也向他银行卡汇入5万元酬劳。在当天的直播中，郭文贵坚称新华社所说的姚庆，并非王岐山家族的姚庆，要求王岐山出面澄清。他还向观众展示了贯君和刘呈杰与王岐山的DNA检测报告，证明贯君是王岐山的私生子。至于刘呈杰的身份，他语带玄机地表示，刘呈杰的生父比王岐山更加重要，“我怕说了中国乱了……我这才真正明白我爆料以后，（为何）倾一国之力对付我郭文贵”。然而他提供的资料尚未得到证实。
2017年8月30日，海航集团的代理律师向纽约州法院递交起诉书，正式起诉郭文贵。 起诉书中称郭文贵多次发布不实及诽谤言论，称海航集团股东包括中共最高反腐官员王岐山的外甥姚庆，且王岐山实际持有姚庆的股权。海航集团在起诉书中否认二人持有海航股份，并称郭文贵的言论导致海航集团损失商业机会，并造成旗下一家上市公司股价下跌，将寻求至少3亿美元损害赔偿。 此前郭文贵曾表示，他欢迎海航对他提起诉讼，称这样才能证明他言论的价值。
2017年9月2日，《环球时报》发表报道指郭文贵爆料视频系一家大型企业的员工耿绍宽所制作的。据悉，耿绍宽最初受郭文贵征集其在网上发布的为造势活动标志设计的号召，向郭文贵发去自己的作品，得到赏识。郭文贵之后向耿绍宽发去视频素材，要求他制作视频。期间，耿绍宽曾察觉郭文贵提供的房产资料和公司股权关系图有破绽，但是他一直随着郭文贵的想法走，没有提出质疑。他的视频最终在7月17日的爆料中出现，但遭到官方媒体的反驳后，他深感愧疚，决心与郭文贵断绝联系，并在社交媒体上表达自己的愤怒和无助。同日晚间，推特帐号“扫地僧”发布贯君、刘呈杰、孙瑶现身澄清郭文贵指他们是国家领导人子女的谣言的视频。
2017年10月2日，Facebook公司的女性发言人宣布撤销郭文贵的一個个專页（不包含其個人臉書頁面），暂时限制郭文贵在專頁上发布訊息。她表示封禁原因是这些页面未取得同意披露他人“个人資訊”，违反社区有关规定。
2017年10月5日，郭文贵在华盛顿美国国家新闻俱乐部召开记者会。会上，他散发一份国务院办公厅和国家安全委员会办公室联合下达的向美国秘密派遣国安警察的绝密件，文件包含针对他、令完成和程慕阳的“专项业务”。
2018年4月23日，重庆市公安局召开案情通报会，宣称“郭文贵伪造国家公文的案件”正式告破，案情指犯罪嫌疑人陈志煜和陈志恒双胞胎兄弟于2017年5月开始协助郭文贵伪造文件，每月薪金4,000美元。两人于今年2月18日分别在广东和湖南落网，对犯罪事实供认不讳，目前案件仍在进一步侦办中。
2018年8月15日，香港司法当局公布文件显示，香港警方在对郭文贵涉嫌洗钱案的调查中，已经冻结了郭文贵家族的329亿港元资产，折42亿美元。由其女儿郭美持有的“安东发展有限公司”向香港高等法院递交司法复核，申请解冻其中部分款项，但被拒绝。
2018年10月12日，辽宁省大连市中级人民法院周五宣判，目前逃亡在美国的中国富商郭文贵旗下北京政泉控股有限公司因强迫交易罪重罚人民币600亿元。
2018年11月20日，郭文贵于美国纽约与斯蒂芬·班农召开了关于海航集团前董事长王健在法国之死的发布会。在发布会期间，郭文贵宣布成立法治基金。该基金的目标包括营救那些被中共迫害的企业家和官员，并为他们提供援助等。郭文贵作为法治基金的创始人、捐款人之一。
2019年3月4日，海航集团向美国法庭提出申请，撤销对郭文贵的高达3亿美元的诽谤诉讼。海航在其代理律师向纽约州法院提交的文件中表示，郭文贵的言论“现已不受公众关注”，且这宗诉讼现在会分散该公司的注意力。但郭文贵即时通过其创立的自媒体平台“郭媒体”发文表示拒绝撤诉。有分析人士认为，此举是海航为了避免被美国司法系统调查自身与中共国家安全部门及情报系统的关系。
美東時間2020年6月3日（北京時間2020年6月4日），郭文貴、郝海東、斯蒂芬·班農等人宣佈成立「新中國聯邦」。2020年9月8日，郭文贵出品的新歌《Take Down the CCP》（推翻共产党）在iTunes及Spotify等各大串流音乐平台上发布后迅速飙涨，该曲随后也成为包括美国在内的多个国家和地区苹果网站iTunes下载冠军，并宣布将与美国知名音乐公司签约，未来将推出至少100首到500首“灭共单曲”，誓言“以音乐的力量震慑中共”。

### 破產
2022年2月15日，郭文貴在美國康涅狄格州布里奇波特的一個破產法庭申請個人破產保護。郭文貴在破產申請文件中聲稱其資產只剩下5萬零1元至10萬美元，負債則高達1億至5億美元。郭文貴的債權人索賠額最多為「太盟亞洲機會基金」（Pacific Alliance Asia Opportunity fund），聲稱對郭文貴擁有大約2.54億美元的債權。早前紐約州法院表示郭文貴違反先前的命令將名為Lady May的遊艇轉移出該院管轄區外，因此導致的每天50萬美元的罰款已累積達到268天，並要求郭文貴在五個工作日內付款。

## 牵涉诈骗案
2023年3月15日，美国司法部发布消息称，郭文贵因涉嫌策划超过10亿美元的诈骗阴谋被捕，起诉书包括12项罪名，指控郭文贵犯有电汇欺诈、证券欺诈、银行欺诈和洗钱罪等。同日，美国证券交易委员会指控郭文贵及其财务顾问余建明参与未注册和欺诈性发行，骗取超过8.5亿美元的资金。
郭文贵被捕当天，纽约当地的联邦调查局探员对郭文贵所住的雪梨荷兰酒店进行搜查，搜查行动因酒店突发火警而中止。起火地点位于大楼18层，也就是郭文贵所住的顶层豪宅。截至当天中午，明火已经由消防员扑灭，房屋部分受损。联邦调查局正调查火警是否与郭文贵被捕有关。
2023年4月20日，美國曼哈顿地方法院拒絕郭文貴提出的保釋申請。5月，郭文貴又就保釋申請提出上诉。6月14日，纽约曼哈顿的一家联邦上诉法院以郭“有办法并熟知如何潜逃”为依据，裁定维持下级法院裁决，驳回郭文贵的保释申请。郭现被羁押于纽约布鲁克林大都会拘留所待审，囚犯编号49134-510，其所涉案件预计于2024年4月开庭审理。
2024年5月，郭文贵的助理王雁平承认犯下一项串谋从事电汇欺诈罪和一项串谋从事洗钱罪。作为认罪协议的一部分，王雁平同意支付14亿美元的赔款并被美国政府没收14亿美元。5月24日，曼哈顿联邦法院开庭审理此案。据一名周姓投资者在庭上作证，称自己向郭文贵创办的郭媒体（GTV）及G CLUB投资了10万美元，但从未收过郭文贵此前承诺的股票分红或收益，之后逐渐对郭文贵的投资失去信心，继而联系郭文贵的下线要求退款，结果被组织拉黑。整个过程中，周姓投资者损失了3万美元。
2024年7月16日，美國檢察官表示，紐約聯邦法院判決郭文貴被起訴的12項罪名中有9項成立，原定於同年11月19日判刑，但至今仍未宣判。
2025年1月2日，郭文貴位於紐澤西州莫沃的克羅克-麥克米林莊園以3300萬美元掛牌出售，當時是該州最昂貴的待售房屋。
2025年1月6日，纽约南区联邦法庭认定郭文贵高级助理王雁平（Yvette Wang）在郭文贵集资诈骗项目中扮演“操盘手”角色，犯四项诈骗罪，判处她10年监禁，同时须缴纳14亿美元违法所得。

## 爭議

### 詐欺案和襲警案
郭文贵在1989年5月28日因捲入詐欺案被公安收容审查，法院判决书指，郭文贵当年答应帮他人购买100吨汽油，双方签订购油协议。当年无业的郭文贵，协议上却是以「濮阳市石化局」的名义签署协议，先后3次共骗得7150元人民幣。在刑警拘传郭文贵时，郭文贵用手卡住刑警宁某的脖子，并指使其妻岳庆芝外出喊人，其八弟郭文宾手持菜刀冲入室内，砍伤刑警宁某。宁某掏出手枪将郭文宾击伤，郭文宾经抢救无效死亡。郭文贵同年8月19日被正式逮捕，其后因病取保候审。该案在1991年10月开审，郭文贵另被加控阻碍执行公务罪，最终被判有期徒刑3年，缓刑4年。

### 勾結中國國安部強行併購
2018年10月12日，大连中级法院认定郭文貴的政泉控股在收购民族证券的过程中，郭文贵指使国家安全部副部长马建以国家安全部名义发函或派员的方式进行强制干预。在2009年受让石家庄市商业银行和2010年受让首都机场集团所持股份的过程中，迫使首都机场设立有利于政泉公司的受让条件，并两次威胁东方集团放弃优先购买权。郭文贵和马建还分别指使赵大建、高辉到东方集团威胁其负责人，迫使东方集团放弃增资以完成和方正证券的合并。20.5亿元信托资金最终证实被从四川信托中转出，违法挪用至郭文贵的其他公司使用。在此过程中政泉公司非法获利119.05亿元，挪用资金未收回款项16.49亿元。

### 被數位前女助理指控性侵犯
郭文貴曾經數次被指控性侵犯，并被指與其已婚女助理王雁平保持不正当男女关系。其秘书丁某報案稱其2010年被郭文贵多次强奸。盘古餐饮部秘书陈某亦指控2010年10月郭文贵酒后指示两名保安将陈某带到酒店房间内，欲强行与其发生性关系，因陈某激烈反抗未能得逞。盘古董办秘书张某則稱2012年7月在找郭文贵签字时，郭文贵对其进行威胁要求发生性关系，张被迫屈从。
郭文貴的前女助理馬蕊於2017年9月向紐約州紐約郡最高法院提出告訴，起訴郭文貴限制她的人身自由長達三年，並在此期間多次對她實施性侵犯，要求經濟賠償1.4億美元。

### 被指为中國间谍
2019年7月23日，与郭文贵存在商业纠纷的华盛顿地区调查公司Strategic Vision US LLC在美国联邦法院起诉郭是中国政府间谍。有消息指，虽然该诉讼已被法庭驳回，但郭文贵是中国政府间谍的指控得到法庭默许。随后郭文贵宣布发起新一轮针对Strategic Vision US在内等公司及相关人士的缠诉并提出天价赔偿。

### 制造陰謀論和假訊息
2019冠状病毒病疫情期间，郭文贵利用推特和旗下自媒体平台“郭媒体”傳播大量陰謀論和假訊息，包括声称中国政府將病毒从俗称“武汉P4实验室”的中国科学院武汉国家生物安全实验室泄露，用来实施生化武器计划。另据《纽约时报》披露，郭文贵、王定刚（网名“路德”）与斯蒂芬·班农精心策划闫丽梦事件，帮助闫丽梦前往美国，合伙将其“包装成可以推销给美国公众的吹哨人”，利用社交媒体制造有关2019冠状病毒病起源的阴谋論，散播假訊息，借此煽动西方種族主義民粹。
另外在2020年美国总统选举期间，郭文贵和班农也在推特和“郭媒体”上散播大量诋毁民主党总统候选人乔·拜登與其子亨特·拜登的假訊息。
2021年下半年開始，郭文貴利用其旗下的社交媒體散播反對施打2019冠狀病毒病疫苗的假訊息，在他與班農成立的GTV傳媒集團節目中，郭文貴推廣使用抗寄生蟲藥物伊維菌素與治療瘧疾藥物青蒿素來預防2019冠狀病毒病，但這2款藥物皆沒有被美國食品藥品監督管理局（FDA）和世界衛生組織證實用於抵抗2019冠狀病毒病。不僅如此，郭文貴還在川普創立的社群平台Truth Social上發文反對兒童接種疫苗，指其「等同於謀殺」。然而美國疾病控制與預防中心（CDC）數度闢謠指沒有科學證據能證實使用伊維菌素能治療或預防2019冠狀病毒病，且不當使用還可能對身體造成傷害。
郭文贵曾在2023年2月于直播节目中宣布将于2023年6月初在线拍卖“未接种疫苗的精子和卵子”，声称其已经储存了来自反疫苗人士的近6000枚卵子和“几百万枚”精子：“我们将拍卖最好的精子和卵子，当然也包括我自己的精子”。郭文贵的支持者将其誉为“人类新时代”，认为未接种疫苗者的精液有望成为“下一个比特币”。

### 指使支持者騷擾襲擊中國異議人士
現居美國的滕彪、傅希秋等中國異見人士被郭文貴的支持者長期騷擾，鄰居也被污言穢語辱罵和威脅。
從2020年9月下旬開始，郭文貴號召他的支持者前往這些質疑他的異見人士的住處進行抗議，他稱之為「全球滅賊行動」。他多次點出二十多個攻擊目標的名字，說他們必須「付出代價」，必須停止攻擊郭文貴和他所發起的所謂「爆料革命」和「新中國聯邦」並關掉推特。滕彪指，那些人自本月初開始騷擾他和家人，代表人物为崔希柳、郑涛（网名：小斯基），從早上10時半到下午4時半，「少的時候16人，多的時候29人。」除了謾罵，還對他家進行直播，就算警察和市長前往警告，那些人還是沒有收歛。
同一時間，住在加拿大溫哥華的中國異議人士高冰尘（黄河边），被類似的一伙人包圍騷擾持續了75天，他的朋友、人權活動家黃寧宇被這些人襲擊，一顆牙被打掉，右眼底骨折。2021年4月19日，異議记者熊宪民前往纽约联邦法院旁听，在法院门口遭到以夏春风和崔希柳为首的40餘郭文贵支持者襲擊，他们身穿统一的新中国联邦制服，挥舞旗帜，熊宪民被他们从背后拳打脚踢，有人试图抢夺他的包。

### 欺詐和非法出售股票
2020年7月，《华尔街日报》报道称美国联邦调查局与美国证券管理委员会正调查郭文贵及班农的好友，并对两人进行调查，调查内容涉及郭文贵美国媒体活动的资金来源以及他与白宫前战略顾问班农的合作。
2020年8月20日，班农因涉嫌挪用修建美墨边境隔离墙筹款的民间项目“我们筑墙”挪用款项，在位于康涅狄格州韦斯特布鲁克外海属于郭文贵的Lady May号游艇上被捕。班农被捕后，郭文贵连忙与班农切割关系，强调未参与班农的事情，且不再允许班农继续出任郭媒体董事会成员。
2021年9月，郭文贵旗下的G-TV等三家公司同意支付5.39亿美元与美國證券交易委員會（SEC）就非法向5,000多名投資者出售股票和數字資產的诉讼案达成和解，这份协议就SEC去年启动的一项涉及相关股票和数字资产的销售是否違反小投资者保护规定的調查，和解款项包括向投资者偿还4.8亿多美元，并支付3,500万美元的罚款。
2023年3月15日，郭文贵因涉嫌超过10亿美元的巨额诈骗，被FBI逮捕。檢方在对郭文贵的起诉书中，指控其犯有电信欺诈、证券欺诈、银行欺诈及洗钱等罪行。美国检察官称，郭文贵用其不法所得购买了一座50000平方英尺的豪宅、一辆价值350万美元的法拉利及3700万美元的私人游艇等，并从其追随者手中诈骗得到超过10亿美元的巨额资金。

## 郭媒体
郭文贵创建了一个名为“郭媒体”的自媒体网站，该网站于2018年1月22日开始营运。據「郭媒體」的服務條款和隱私政策，郭媒體是隸屬於中國金泉集團（香港）有限公司的子公司或關聯公司。美国联邦调查局（FBI）对郭文贵展开的调查就涉及了郭媒体的资金来源涉嫌詐騙。在2019年10月，該網站變更網址並更名為GPost。原來的網址則變更為新創立的GNews網站。2020年4月，随着他筹建的新网站G-TV（GTV Media Group）的上线，GPost已被彻底关闭。Gnews被指为郭文貴散布阴谋论和假新闻的喉舌平台，尤其是有关2019冠狀病毒病陰謀論和2020年美國總統大選的假新聞。2021年9月，G-TV等三家公司同意支付5.39亿美元与美國證券交易委員會（SEC）就非法向數千名投資者出售股票和數字資產的诉讼案达成和解。

## 家庭
父郭金福生子8人，郭文貴排行第七，所以郭文貴又被稱作稱郭老七、郭七、七哥。
妻岳慶芝，與郭文貴生子郭强，女郭美。
郭美曾在张艺谋电影《归来》中担任副导演，她是安东发展有限公司之股東。据香港警方2018年8月公布的文件，香港警方在对郭文贵涉嫌洗钱案的调查中，已经冻结了郭文贵家族的329亿港元资产，折42亿美元，安东发展有限公司向香港高等法院递交司法复核，申请解冻其中部分款项，但被拒绝。

## 富豪榜排名
根據2015年的胡润百富榜，郭文贵以170億元人民币之資產位列中国大陸富豪榜第133位。